# Jólakötturinn
Jólakötturin (świąteczny kot) – duży kot z folkloru islandzkiego. 

## Opis
Czarny kot wielkości domu. Mówi się, że przychodzi na wieś podczas Wigilii i zjada dzieci, które nie dostały nowych ubrań na święta. W innych wersjach legendy zjada tylko ich jedzenie. Jest ono uznawane za zwierzę Grýlii i jej synów.

## Historia
Pierwsze wzmianki o Jólakötturin pochodzą z "Íslenzkar þjóðsögur og æfintýri"- kolekcji legend islandzkich stworzonej przez Jóna Árnasona w 1862 roku. Opisywany jest jako wielka czarna bestia, która zjada ludzi bez nowych ubrań lub ich jedzenie. Autor nie podał źródła legendy.

## W kulturze popularnej
W 2008 roku anglojęzyczna gazeta The Reykjavík Grapevine opublikowała artykuł o tymże kocie
W 2018 roku władze miasta Reykjavík postawiły w centrum 5 metrowy pomnik Jólakötturin.